# Nevischio
Il nevischio è una precipitazione solida costituita da granellini di ghiaccio opaco bianco, appiattiti o allungati, di diametro uguale o minore di 1 mm che cadono da una nube. Si tratta della precipitazione solida equivalente alla pioviggine. Non può essere paragonata alle neve in quanto ha dimensioni molto più ridotte, piuttosto è assimilabile alla pioggia.

## Definizione
I frammenti o granellini bianchi di nevischio non rimbalzano né si frantumano quando giungono al suolo. Essi inoltre cadono in piccole quantità, da nubi stratiformi o da nebbia e mai sotto forma di vero e proprio rovescio. È più frequente nelle zone montuose e con temperature tra 0 °C e −10 °C.
Può formare una leggera copertura uniforme. Il nevischio ha maggior densità rispetto alla neve a grandi fiocchi per cui solitamente cade con maggior velocità. Può costituire un preludio della precipitazione nevosa, esattamente come la pioviggine nei confronti della pioggia.

## Nomenclatura
I dizionari d'italiano (con l'eccezione delle edizioni più recenti dello Zingarelli) definiscono il nevischio come «neve minutissima», ma spesso aggiungono «mista a pioggia» o anche «accompagnata dal vento».
In passato, il termine nevischio è stato erroneamente associato alla gragnola, all'acquaneve e alla bufera di neve.
L'uso popolare di nevischio come ‘pioggia mista a neve’ o acquaneve è tuttora popolare in genere in luoghi dove il clima locale fa sì che spesso la neve cada spesso mista a pioggia. In luoghi di maggiore altitudine (come Cireglio, presso Pistoia) è stato riscontrato l'uso di nevischio per indicare ‘neve finissima, congelata e accompagnata dal vento’. Non è invece popolare l'uso di nevischio per gragnola, sebbene sia stata usata in questo senso da alcuni autori.

## METAR
Il codice METAR del nevischio (derivante dall'inglese snow grains) è SG.